# Kanton Auzances
Auzances is een kanton van het Franse departement Creuse. Het kanton maakt deel uit van het arrondissement Aubusson.

## Gemeenten
Het kanton Auzances omvatte tot 2014 de volgende 12 gemeenten:
- Auzances (hoofdplaats)
- Brousse
- Bussière-Nouvelle
- Chard
- Charron
- Châtelard
- Le Compas
- Dontreix
- Lioux-les-Monges
- Les Mars
- Rougnat
- Sermur

Bij de herindeling van de kantons door het decreet van 17 februari 2014, met uitwerking op 22 maart 2015 zijn daar volgende 23 gemeenten aan toegevoegd, namelijk alle gemeenten van de opgeheven kantons Crocq en La Courtine:
- Basville
- Beissat
- Clairavaux
- La Courtine
- Crocq
- Flayat
- Magnat-l'Étrange
- Malleret
- Le Mas-d'Artige
- La Mazière-aux-Bons-Hommes
- Mérinchal
- Pontcharraud
- Saint-Agnant-près-Crocq
- Saint-Bard
- Saint-Georges-Nigremont
- Saint-Martial-le-Vieux
- Saint-Maurice-près-Crocq
- Saint-Merd-la-Breuille
- Saint-Oradoux-de-Chirouze
- Saint-Oradoux-près-Crocq
- Saint-Pardoux-d'Arnet
- La Villeneuve
- La Villetelle